# Maxwell Award
Le Maxwell Award est un trophée récompensant le meilleur joueur universitaire de football américain lors de la saison National Collegiate Athletic Association (NCAA). Son nom est un hommage à l'ancien joueur, entraîneur et journaliste sportif Robert Tiny Maxwell. Le trophée est décerné par un panel de spécialistes constitué de journalistes et commentateurs sportifs, les coachs des équipes NCAA et les membres du Maxwell Football Club.
Johnny Lattner (1952–1953) et Tim Tebow (2007–2008) sont les deux seuls joueurs à avoir gagné ce prix à deux reprises.

## Palmarès[1]
| Années | Joueurs                   | Universités    |
| ------ | ------------------------- | -------------- |
| 1937   | Clinton E. Frank          | Yale           |
| 1938   | Davey O'Brien             | TCU            |
| 1939   | Nile Kinnick              | Iowa           |
| 1940   | Tom Harmon                | Michigan       |
| 1941   | Bill Dudley               | Virginia       |
| 1942   | Paul V. Governali         | Columbia       |
| 1943   | Robert H. Odell           | Pennsylvania   |
| 1944   | Glenn Davis               | Army           |
| 1945   | Felix A. Blanchard        | Army           |
| 1946   | Charles Trippi            | Georgia        |
| 1947   | Doak Walker               | SMU            |
| 1948   | Charles Bednarik          | Pennsylvania   |
| 1949   | Leon Hart                 | Notre Dame     |
| 1950   | Francis J. Bagnell        | Pennsylvania   |
| 1951   | Dick Kazmaier             | Princeton      |
| 1952   | John Lattner              | Notre Dame     |
| 1953   | John Lattner              | Notre Dame     |
| 1954   | Ronald Beagle             | Navy           |
| 1955   | Howard "Hopalong" Cassady | Ohio State     |
| 1956   | Tommy McDonald            | Oklahoma       |
| 1957   | Robert H. Reifsnyder      | Navy           |
| 1958   | Peter J. Dawkins          | Army           |
| 1959   | Richie Lucas              | Penn State     |
| 1960   | Joe Bellino               | Navy           |
| 1961   | Bob Ferguson              | Ohio State     |
| 1962   | Terry Baker               | Oregon State   |
| 1963   | Roger Staubach            | Navy           |
| 1964   | Glenn Ressler             | Penn State     |
| 1965   | Tommy Nobis               | Texas          |
| 1966   | Jim Lynch                 | Notre Dame     |
| 1967   | Gary Beban                | UCLA           |
| 1968   | O.J. Simpson              | USC            |
| 1969   | Mike Reid                 | Penn State     |
| 1970   | Jim Plunkett              | Stanford       |
| 1971   | Ed Marinaro (en)          | Cornell        |
| 1972   | Brad Van Pelt             | Michigan State |
| 1973   | John Cappelletti          | Penn State     |
| 1974   | Steve Joachim             | Temple         |
| 1975   | Archie Griffin            | Ohio State     |
| 1976   | Tony Dorsett              | Pittsburgh     |
| 1977   | Ross Browner              | Notre Dame     |
| 1978   | Charles Fusina            | Penn State     |
| 1979   | Charles White             | USC            |
| 1980   | Hugh Green                | Pittsburgh     |

| Années | Joueurs           | Universités    |
| ------ | ----------------- | -------------- |
| 1981   | Marcus Allen      | USC            |
| 1982   | Herschel Walker   | Georgia        |
| 1983   | Mike Rozier       | Nebraska       |
| 1984   | Doug Flutie       | Boston College |
| 1985   | Chuck Long        | Iowa           |
| 1986   | Vinny Testaverde  | Miami          |
| 1987   | Don McPherson     | Syracuse       |
| 1988   | Barry Sanders     | Oklahoma State |
| 1989   | Anthony Thompson  | Indiana        |
| 1990   | Ty Detmer         | BYU            |
| 1991   | Desmond Howard    | Michigan       |
| 1992   | Gino Torretta     | Miami          |
| 1993   | Charlie Ward      | Florida State  |
| 1994   | Kerry Collins     | Penn State     |
| 1995   | Eddie George      | Ohio State     |
| 1996   | Danny Wuerffel    | Florida        |
| 1997   | Peyton Manning    | Tennessee      |
| 1998   | Ricky Williams    | Texas          |
| 1999   | Ron Dayne         | Wisconsin      |
| 2000   | Drew Brees        | Purdue         |
| 2001   | Ken Dorsey        | Miami          |
| 2002   | Larry Johnson     | Penn State     |
| 2003   | Eli Manning       | Ole Miss       |
| 2004   | Jason White       | Oklahoma       |
| 2005   | Vince Young       | Texas          |
| 2006   | Brady Quinn       | Notre Dame     |
| 2007   | Tim Tebow         | Florida        |
| 2008   | Tim Tebow         | Florida        |
| 2009   | Colt McCoy        | Texas          |
| 2010   | Cam Newton        | Auburn         |
| 2011   | Andrew Luck       | Stanford       |
| 2012   | Manti Te'o        | Notre Dame     |
| 2013   | A.J. McCarron     | Alabama        |
| 2014   | Marcus Mariota    | Oregon         |
| 2015   | Derrick Henry     | Alabama        |
| 2016   | Lamar Jackson     | Louisville     |
| 2017   | Baker Mayfield    | Oklahoma       |
| 2018   | Tua Tagovailoa    | Alabama        |
| 2019   | Joe Burrow        | LSU            |
| 2020   | DeVonta Smith     | Alabama        |
| 2021   | Bryce Young       | Alabama        |
| 2022   | Caleb Williams    | USC            |
| 2023   | Michael Penix Jr. | Washington     |
| 2024   | Ashton Jeanty     | Boise State    |